# Йован Дамяновски
Йован Дамяновски (на македонска литературна норма: Јован Дамјановски) е романист, драматург и преподавател от Северна Македония.

## Биография
Роден е на 15 януари 1946 година в Тетово, тогава във Федерална Югославия. Завършва Лесотехническия факултет в Скопския университет. Защитава магистратура по агрономия и икономика. Член е на Дружеството на писателите на Македония от 1992 година. Защитава докторска дисертация на тема „Менаџмент на користење и комасацијата на земјоделско земјиште во Република Македонија“ и става доктор по мениджмънт в 2005 година. Участва в много научни симпозиуми. Става преподавател по мениджмънт в частно висше училище в Битоля. Дълги години работи и като журналист.

## Творчество
- Америка е само Америка (роман, 1990)
- Нежната прашина на заборавот (роман, 1991)
- Мие, малите људи, смо големи чуеци (драма, 1991)
- Викенд во младоста (роман, 1992)
- Танцот на ветровите (роман, 1993)
- Самоубиство на глувците (роман, 1995)
- Зад другата страна од тишината (новели и разкази, 1998)
- Диви магнолии (роман, 1999)